# Kloster Windberg

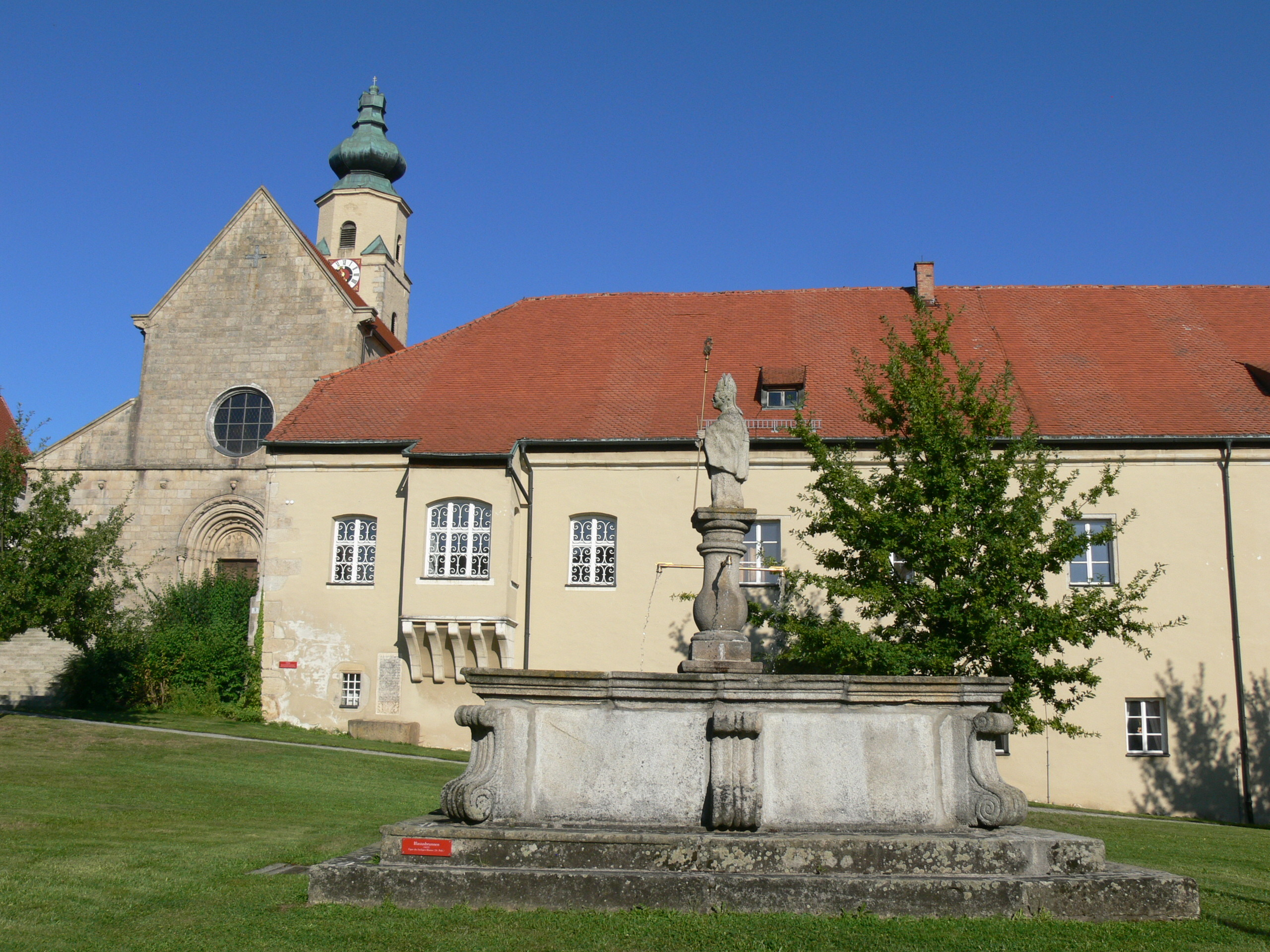
Kloster Windberg

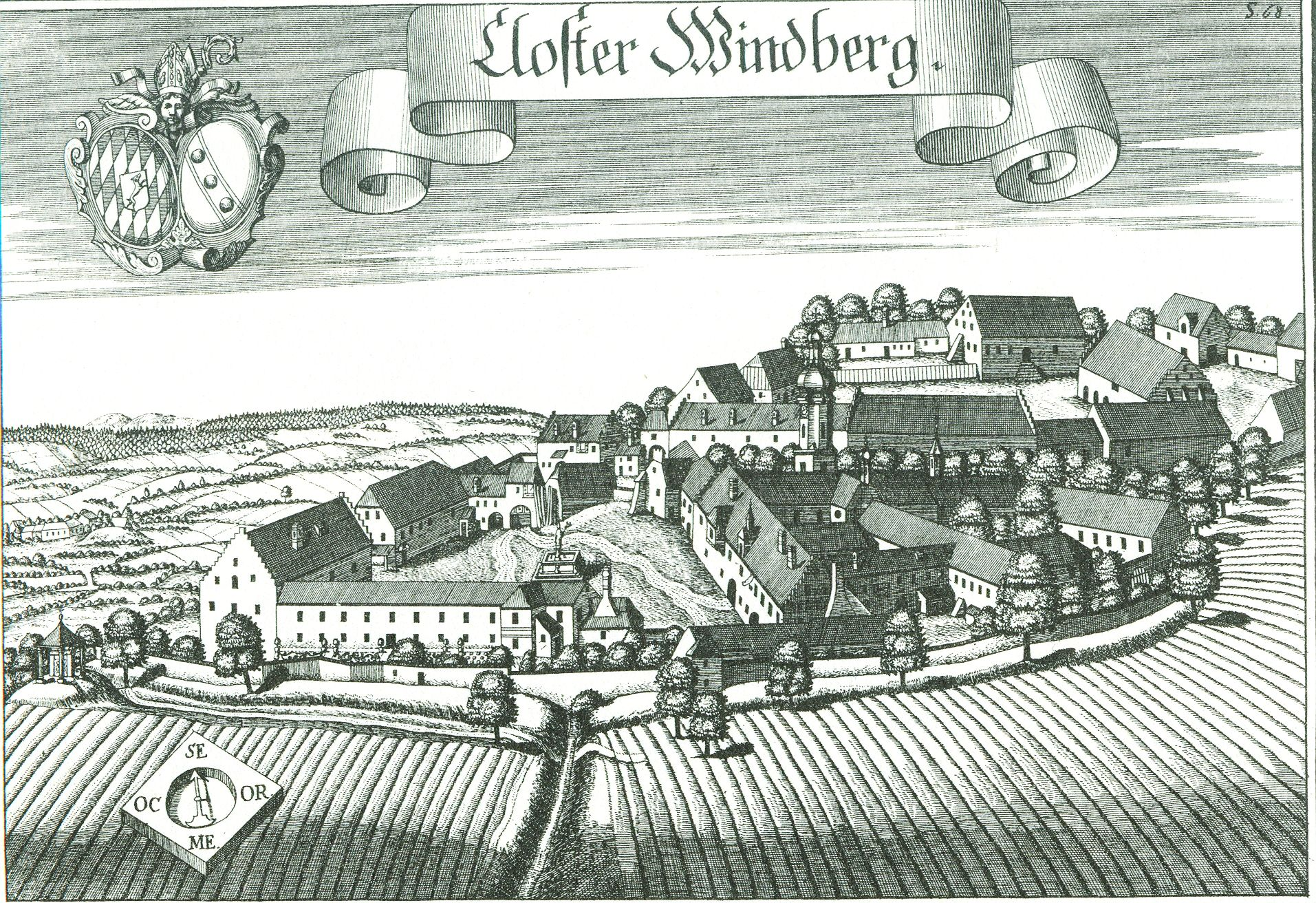
Kloster Windberg nach einem Stich von Michael Wening von 1721

Das Kloster Windberg ist eine Abtei des Prämonstratenserordens in Windberg in Niederbayern in der Diözese Regensburg.

## Geschichte
Das Kloster Windberg wurde am ursprünglichen Sitz der Grafen von Bogen (Burg Windberg) errichtet. Es wurde durch Graf Albert II. von Bogen unter Mitwirkung des Bischofs Otto I. von Bamberg gegründet. Der Chorraum der Kirche wurde am 21. und 22. Mai 1142 durch den Olmützer Bischof Heinrich Zdík geweiht. Graf Albert II. von Bogen nahm an der Weihe teil. Der böhmische Herzog Vladislav II. sicherte die Dotation des Klosters mit Zustiftungen der böhmischen Ortschaften Schüttenhofen und Albrechtsried. Das Kloster wurde zu Ehren der Jungfrau Maria geweiht und 1146 zur Abtei erhoben. Nach Ausbau der Klosterkirche erfolgte am 28. November 1167 die Einweihung durch den Prämonstratenserabt von Leitomischl und Olmützer Bischof Johannes IV. 1141 wurde der Kölner Gebhard aus dem Doppelkloster Bedburg bei Kleve zum Propst berufen; 1146 ließ er das Kloster Windberg zur Abtei erheben. Unter ihm wurde die Klosterbibliothek ausgebaut, wobei der lateinisch-deutsche Windberger Psalter mit einer Wort-zu-Wort-Übersetzung und Randglossen, vermutlich von Gebhard, besonders hervorzuheben ist. In seiner Zeit übersetzte auch der Chorherr Albero die Visio Tnugdali. Weitere Beispiele der eigenständigen Windberger Buchmalerei sind ein Evangelistar, ein Evangeliar (beide um 1180 entstanden) sowie eine sechsbändige Sammlung zahlreicher Heiligenviten (Legendarium Windbergensis, vor 1191).
1147 wurde Windberg ein Doppelkloster; der Frauenkonvent wurde durch Gräfin Hadwiga, der Witwe Alberts, ins Leben gerufen. Die Nonnen erhielten eine eigene Nonnenkirche St. Blasius im Nordosten der Klosterkirche. Das Verbot der Frauenkonvente umging man durch die Verselbständigung der Nonnengemeinschaft, die aber vom Kloster regelmäßige Zuwendungen bekam. Der Frauenkonvent bestand mit Unterbrechungen bis zur Säkularisation.
Das Kloster wurde 1803 im Zuge der Säkularisation aufgelöst. Die Kirche wurde Pfarrkirche, die Prälatur Pfarrhof. Der Konventsbau kam in Privatbesitz und beherbergte ab 1835 eine Brauerei.
1923 wurde das Kloster durch Prämonstratenser aus der niederländischen Abtei Berne-Heeswijk wiedererrichtet.
Kloster Roggenburg bei Neu-Ulm ist seit 1982 ein Priorat der Abtei Windberg. In Windberg leben heute 19 Prämonstratenser-Chorherren.

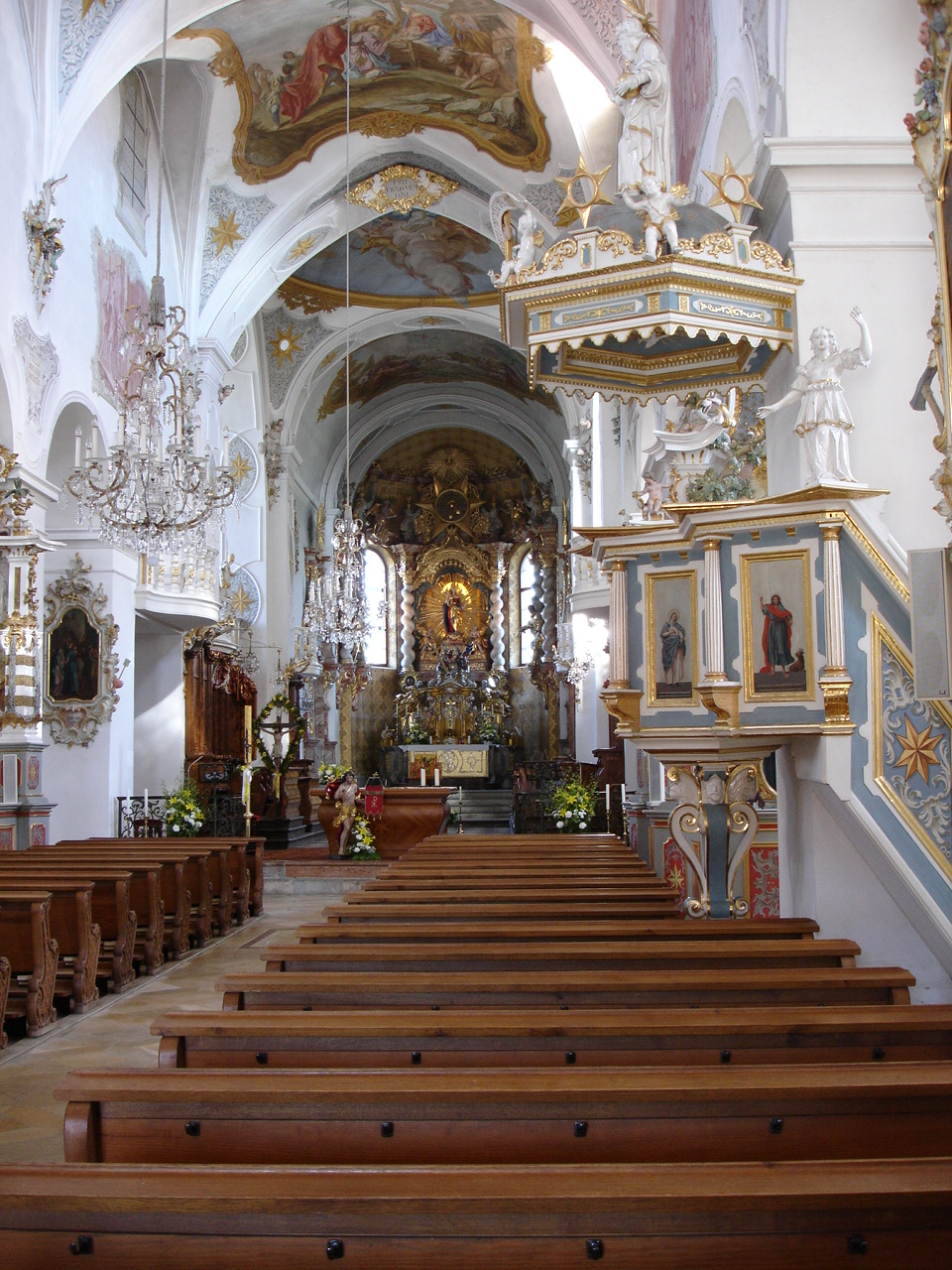
Klosterkirche Windberg

## Klosterkirche
Die Kirche ist eine dreischiffige Basilika mit Querschiff. Sie zeigt Hirsauer Einfluss und entstand größtenteils im 12. Jahrhundert. Besonders eindrucksvoll ist das monumentale Hauptportal; das Nordportal ist etwas einfacher. Der Turm aus dem 13. Jahrhundert erhielt seine heutige Form mit Turmhaube erst 1750 bis 1760.
Der barocke Hochaltar entstand 1735 bis 1740. Er enthält eine Muttergottesstatue aus der Zeit um 1650. Die Kanzel stammt aus dem Jahr 1674. Den Stuck im Innenraum schuf 1755 Mathias Obermayr. Von diesem stammen auch vier detailreiche Seitenaltäre; zwei davon tragen die Jahreszahl 1756.

## Äbte des Klosters Windberg
Pröpste des Klosters Windberg
- Rudpert (bis 1140), Propst
- Eberhard (1140/41), Propst
- Gebhard (1141–1146), Propst

Äbte des Klosters Windberg bis zur Säkularisation 1803
- 1. Gebhard (1146–1191), Abt von Windberg[4]
- 2. Konrad I. (1191–1203)
- 3. Petrus (1203–1204)
- 4. Ulrich I. (1204–1210)
- 5. Volmar (1210–1216)
- 6. Johannes I. (1216–1221)
- 7. Konrad II. (1221–1229)
- 8. Johannes II. (1229–1242)
- 9. Heinrich I. (1242–1273 res./†1276)
- 10. Albero (1273–1277)
- 11. Ulrich II. (1273–1277 res./ †1309)
- 12. Konrad III. (1281–1294)
- 13. Heinrich II. von Netzstuhl (1295–1305 res./ †1306)
- 14. Dietrich (1305–1323)
- 15. Wernher (1323–1327)
- 16. Friedrich I. (1328–1335)
- 17. Gottschalk (1335–1345)
- 18. Friedrich II. Burgstetter (1346–1357)
- 19. Thomas (1357–1361 res./ †1369)
- 20. Konrad IV. (1361–1369)
- 21. Johannes II. Hetzinger (1370–1385)
- 22. Ulrich III. Hofmann (1385–1393 res./ †1394)
- 23. Berhold (1393–1400)
- 24. Nikolaus Lohamer (1400–1430 res./ †1436)
- 25. Johannes III. Perchinger (1430–1435)
- 26. Albert von Perching (1435–1461)
- 27. Jakob Poyssl (1461–1467 res./ †1468)
- 28. Ulrich IV. Hummel (1467–1496 res./ †1498)
- 29. Paulus Fischer (1496–1511)
- 30. Siegmund Regenmüller (1511–1519)
- 31. Wolfgang Carnifex (1519–1523)
- 32. Kaspar Schwab (1523–1526)
- 33. Gregor Haidpichler (1526–1541)
- 34. Johann Talmair (1541–1570 res.)
- 35. Christoph Curtius (1570–1596 res./ †1598)
- 36. Andreas Vögele (1596–1631)
- 37. Sabinus Aigenmann (1631–1634)
- 38. Michael Fuchs (1634–1681)
- 39. Christoph Halwax (1681–1697)
- 40. Franz Knodt (1691–1717)
- 41. Augustinus Schmidbauer (1717–1732 res./ †1734)
- 42. Norbert Schranck (1732–1734)
- 43. Bernhard Strelin (1735–1777)
- 44. Joachim Eggmann (1777–1799 res./ †1824)
- 45. Ignatius Preu (1799–1803/ †1840)

Prioren de regimine und Administratoren seit der Wiedererrichtung der Abtei im Jahr 1923
- P. Michael van der Hagen (1924–1949), Prior de regimine
- Abt Milo Ondersteyn, Abt von Berne, Administrator von Windberg (1949–1958)
- P. Callixtus van Veghel, Administrator von Windberg (1958–1971)
- P. Wolfgang Vos, Prior de Regimine (1971–1976)
- P. Thomas Handgrätinger, Prior de Regimine (1976–1994)

Äbte seit der Wiedererrichtung der Abtei Windberg im Jahr 1994
- 46. Abt Thomas Handgrätinger (1994–2004)
- 47. Abt Hermann Josef Kugler (2004–2023)
- 48. Abt Petrus-Adrian Lerchenmüller (seit 2023)